# Stalita hadzii
Stalita hadzii is een spinnensoort in de taxonomische indeling van de celspinnen (Dysderidae).
Het dier behoort tot het geslacht Stalita. De wetenschappelijke naam van de soort werd voor het eerst geldig gepubliceerd in 1934 door Kratochvíl.